# Копкол
 Копкол (крим. Köp Qol, Коп Къол) — мала річка в Україні у Білогірському районі Автономної Республіки Крим, в центральній частині Кримського півостріва. Права притока Тана-Су, (басейн Азовського моря).

## Опис
Довжина річки 7,21 км, найкоротша відстань між витоком і гирлом — 6,52  км, коефіцієнт звивистості річки — 1,11 . Формується притокою, декількома безіменними струмками та загатою.
Ліва притока річки — Єнишкаль, довжиною приблизно 1,60 км.

## Розташування
Бере початок на південно-західних схилах гори Куба-Бурун (699,4 м). Тече переважно на північний захід і на північній околиці села Голованівки (до 1945 року — Баши, крим. Başı, рос. Головановка)  впадає у річку Тана-Су, праву притоку Біюк-Карасу.
Населені пункти вздовж берегової смуги: Алексєєвка.

## Цікаві факти
- Під горою Крим (436,8 м)[4] розташоване джерело Сартанська Криниця[4].